# Harman
Harman és una població dels Estats Units a l'estat de Virgínia de l'Oest. Segons el cens del 2000 tenia 126 habitants.

## Demografia
Segons el cens del 2000, Harman tenia 126 habitants, 54 habitatges, i 38 famílies. La densitat de població era de 147,4 habitants per km².
Dels 54 habitatges en un 29,6% hi vivien nens de menys de 18 anys, en un 50% hi vivien parelles casades, en un 13% dones solteres, i en un 29,6% no eren unitats familiars. En el 25,9% dels habitatges hi vivien persones soles l'11,1% de les quals corresponia a persones de 65 anys o més que vivien soles. El nombre mitjà de persones vivint en cada habitatge era de 2,33 i el nombre mitjà de persones que vivien en cada família era de 2,74.
Per edats la població es repartia de la següent manera: un 21,4% tenia menys de 18 anys, un 6,3% entre 18 i 24, un 39,7% entre 25 i 44, un 15,9% de 45 a 60 i un 16,7% 65 anys o més.
L'edat mediana era de 38 anys. Per cada 100 dones de 18 o més anys hi havia 80 homes.
La renda mediana per habitatge era de 21.136 $ i la renda mediana per família de 31.563 $. Els homes tenien una renda mediana de 21.875 $ mentre que les dones 15.714 $. La renda per capita de la població era de 13.619 $. Entorn del 5,4% de les famílies i el 13,3% de la població estaven per davall del llindar de pobresa.

## Poblacions més properes
El següent diagrama mostra les poblacions més properes.